# Heriaeus melloteei
Heriaeus melloteei är en spindelart som beskrevs av Simon 1886. Heriaeus melloteei ingår i släktet Heriaeus och familjen krabbspindlar. Inga underarter finns listade i Catalogue of Life.